# (21675) Kaitlinmaria
(21675) Kaitlinmaria (1999 RM22) – planetoida z pasa głównego asteroid okrążająca Słońce w ciągu 3,93 lat w średniej odległości 2,49 j.a. Odkryta 7 września 1999 roku.